# Ilha do Algodão
Ilha do Algodão är en ö i Brasilien.   Den ligger i kommunen Angra dos Reis och delstaten Rio de Janeiro, i den sydöstra delen av landet, 900 km söder om huvudstaden Brasília. Arean är 0,13 kvadratkilometer.
Terrängen på Ilha do Algodão är mycket platt.